# ろく助塩
ろく助塩（ろくすけしお）は、東洋食品株式会社（代表取締役社長 高野正三/本社：〒107-0052 東京都港区赤坂八丁目13−19）が生産・卸し・販売を行う食塩。

## 概要
1967年（昭和42年）に高野正三が東京都港区赤坂に輸入牛肉の卸業社として起業した東洋食品株式会社が生産・卸し・販売を行う塩。
1971年（昭和41年）「塩専売法」によって日本の塩田が廃止され、流通している塩のほぼ100%が純度の高い精製塩（イオン交換塩）となった当時、高野正三が精製前の天然塩の味見をした際、その美味しさに感動したことから、1971年（昭和46年）に人が旨いと感じる塩の研究を開始。塩の研究と並行して1972年（昭和47年）にタレを一切使用しない塩専門の「串焼き ろく助」を東京都港区赤坂に開業。1975年（昭和50年）には、「串焼き ろく助」で使用するため宮城県仙台市に自社養鶏場を設立。鶏の平飼いを行い、従来の餌に海老の殻などを混ぜることより、旨味が強く弾力のある調和のとれた味の鶏の提供を行う。1992年（平成4年）20年の研究を経て自然の旨味を加味した「ろく助塩」が完成し、広尾の明治屋で販売を開始する。口コミによって徐々に広まり、高級塩として日本一の売り上げを誇る。（2022年、2023年）現在も旨い塩の研究は続き、日々進化を遂げている。

## 沿革
- 1967年（昭和42年）代表取締役である高野正三が東洋食品株式会社を創業
- 1970年（昭和45年）塩の研究を開始
- 1972年（昭和47年）塩専門の焼き鳥店「串焼き ろく助」を開業
- 1975年（昭和50年）直営養鶏場を宮城県仙台市に作る。
- 1992年（平成4年）「ろく助塩」が完成し、明治屋広尾店にて販売を始める。
- 1993年（平成5年）「ろく助醤油 一生涯」が完成。本格的にろく助塩と醤油の販売を開始する。三菱食品株式会社、三井物産流通グループ（三井食品）等の取り扱いが開始。
- 2013年（平成25年）「串焼き ろく助」閉店。茨城県坂東市工場完成。
- 2021年（令和3年）茨城県常総市第二工場完成。
- 2025年（令和7年）千葉県柏市第三工場完成。生産総量200トン（約200万袋）に。